# Maids (serie de televisión)
Maids (en hangul, 하녀들; romanización revisada, hanyeodeul) es una serie de televisión surcoreana de ficción histórica emitida originalmente entre 23 de enero hasta el 28 de marzo de 2015 por la cadena de cable JTBC, ambientada durante la era Joseon, sobre una bella joven que por destino se convierte en sirvienta del palacio real, donde su vida cambia radicalmente.
Es protagonizada por Jeong Yu Mi, Oh Ji Ho, Kim Dong Wook, Lee Si-a, Jeon So Min y Lee Yi Kyung. El primer episodio, fue emitido originalmente el 12 de diciembre de 2014, pero un día después, un incendio destruyó la totalidad de los estudios de grabaciones en Yeoncheon-gun, adicionalmente Yeom Hye Sun, uno de los encargados de producción murió en el lugar, por lo que se debió retrasar las grabaciones, por seis semanas.
Un nuevo set de grabaciones fue edificado en Yeongjongdo, reanudando las grabaciones el 12 de enero de 2015, volviéndose a relanzar una versión reeditada del primer episodio el 23 de enero de 2015.

## Argumento
Guk In Yeob (Jeong Yu Mi) es la única hija de un aristócrata de la era Joseon, que debido a su belleza y estilo la ha rodeado de abundantes admiradores, entre ellos Kim Eun Gi (Kim Dong Wook), un joven estudiante de una importante familia que ha estado enamorado de ella desde que eran jóvenes. De pronto la familia de In Yeob es forzada a irse a la ruina, debido a la necesidad se convierte en empleada del alojamiento más popular de la ciudad, ante esto ella tiene dificultades para adaptarse a su vida actual. 
In Yeob aprende a sobrevivir por su ingenio y hace varios amigos con sus compañeros de trabajo, incluyendo a Mumyeong (que significa "sin nombre"), un criado misterioso que una vez la salvó cuando ella todavía era un aristócrata. Aunque Eun Gi permanece enamorado y preocupado de In Yeob, pero su estatus social se convierte en un obstáculo para su futuro prometedor, y mientras tanto, ella comienza a enamorarse de Mumyeong, que a espaldas de todos es un guerrero en una misión encubierta en relación con asuntos de importancia política.

## Reparto

### Principal
- Jeong Yu Mi como Guk In Yeob.
- Oh Ji Ho como Mumyeong/Lee Bi.
- Kim Dong-wook como Kim Eun Gi.
- Lee Si-a como Heo Yoon Ok.
- Jeon So Min como Dan Ji.
- Lee Yi Kyung como Heo Yoon Seo.

### Secundario
- Jeon No Min como Guk Yoo.
- Kim Kap-soo como Kim Chi-kwon.
- Jin Hee Kyung como Lady Han.
- Park Chul Min como Heo Eung Cham.
- Jeon Mi Seon como Lady Yoon.
- Lee Yeon Kyung como Mamá de Dan Ji.
- Chae Gook Hee como Hae Sang.
- Kim Jong Hoon como Ddeok Soe.
- Jeon Soo Jin como Gaeddong Yi.
- Kim Hye-na como Ok Yi.[8]
- Lee Cho Hee como Sawol Yi.
- Im Hyun Sung como Poong Yi.
- Ji Seung Hyun como Deok Gu.
- Lee El como Señorita Kang.
- Hoon Ki como Yong Joon.
- Ahn Nae-sang como Lee Bang-won, luego Rey Taejong.
- Lee Do Kyung como Yi Seong Gye (Rey Taejo).
- Lee Chae Young como Ga Hee Ah.
- Uhm Tae Gu como Chi Bok.
- Yang Seung Pil como Ba Woo.

## Banda sonora
- Per-Olov Kindgren - «While You Where Sleeping».
- Per-Olov Kindgren - «Sea Of Nectar».